# Aleksandar Bugarski
Aleksandar Bugarski (en serbe cyrillique : Александар Бугарски ; né en 1835 à Prešov et mort le 11 août 1891 à Belgrade) était un architecte serbe.

## Biographie et œuvres
Aleksandar Bugarski a étudié à Budapest. En tant qu'architecte, il a commencé en 1859 ; de 1869 à 1890, il travailla au ministère de la Construction à Belgrade, créant également des bâtiments sur le territoire de l'Autriche-Hongrie et en Serbie, principalement à Belgrade.
Parmi les réalisations les plus importantes de Bugarski, on peut citer le bâtiment du Théâtre national de Belgrade en 1869 et 870, le Stari dvor de 1881 à 1884, qui abrite aujourd'hui l'Assemblée de la Ville de Belgrade, 126 bâtiments publics et privés, un bâtiment à Crveni krst, la pharmacie Delina sur Zeleni venac.

## Œuvres
- le Théâtre national de Belgrade[1],[2].
- le Stari dvor, 1882-1884.
- le bâtiment du ministère de l'Éducation (2 rue Kralja Milana), 1870-1871, qui abrite aujourd'hui la Fondation Vuk ; le bâtiment est lui aussi classé[3],[4].
- le bâtiment de la Croix rouge à Belgrade, 1879, classé[5].
- le bâtiment du Tribunal de district à Smederevo, 1886-1888, classé[6],[7].

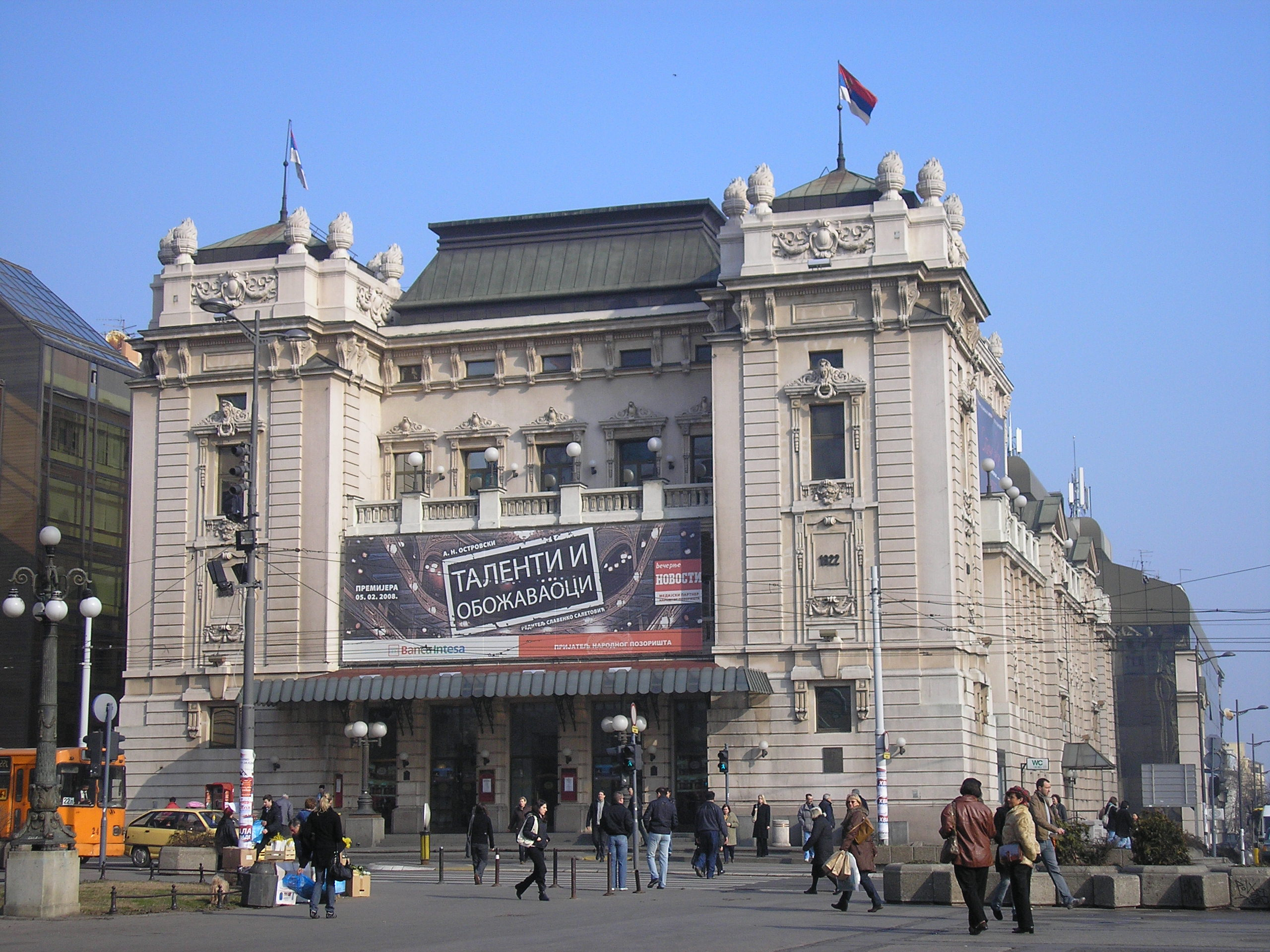
Le Théâtre national de Belgrade
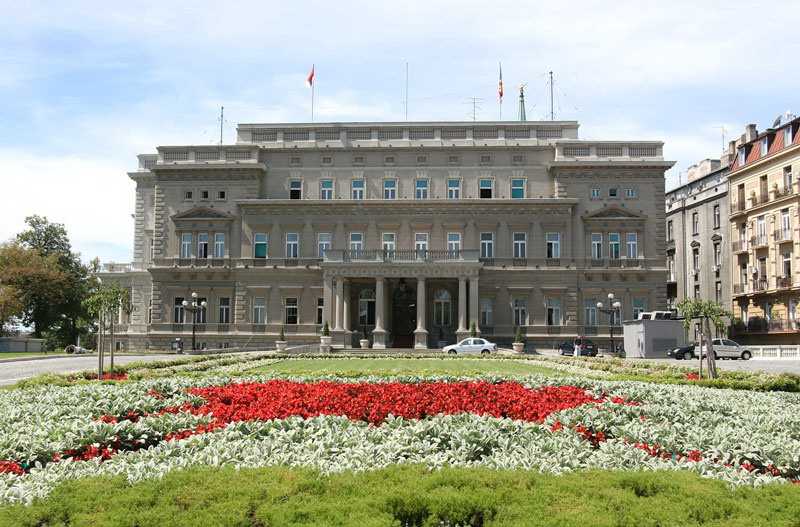
Le Stari dvor à Belgrade
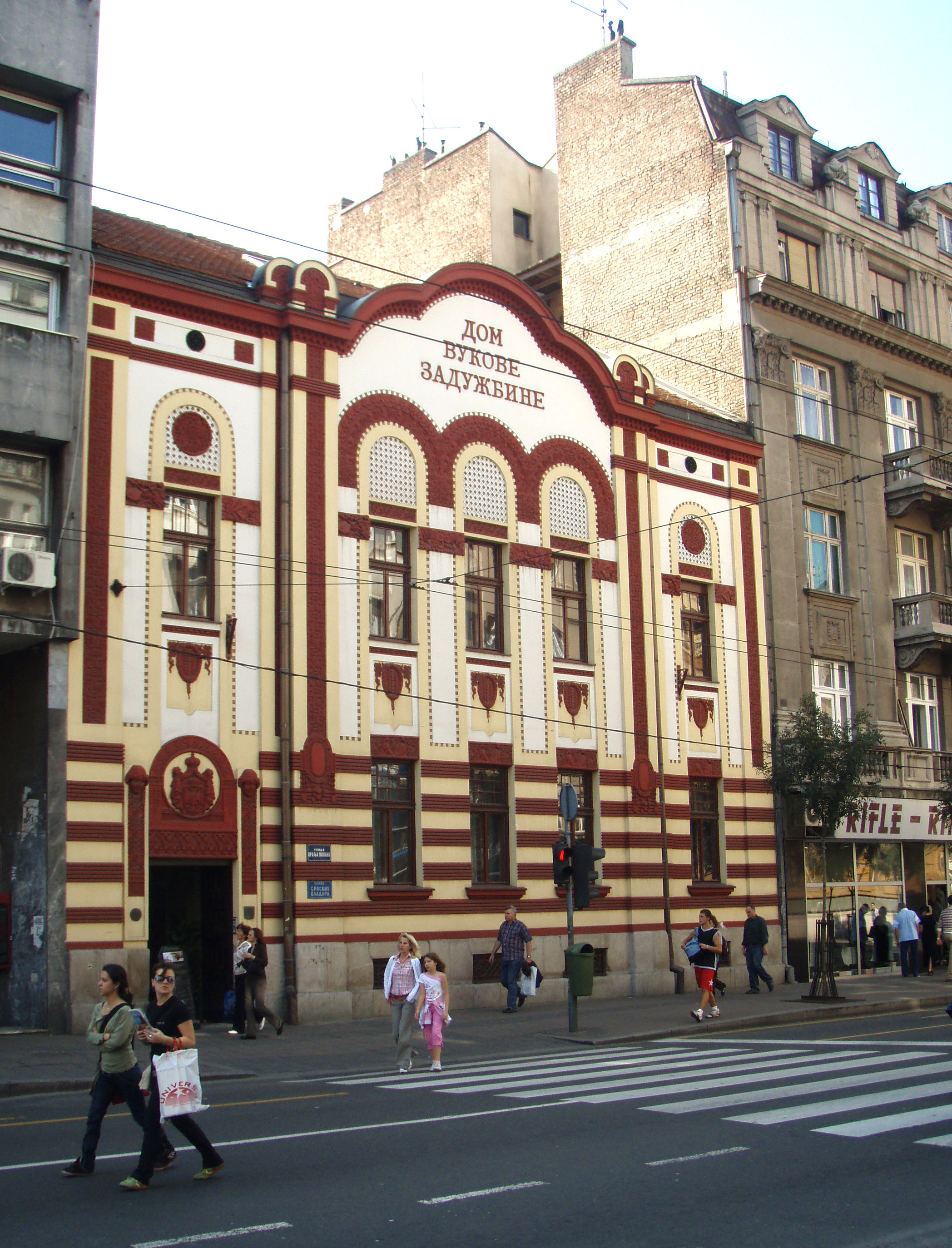
La fondation Vuk à Belgrade
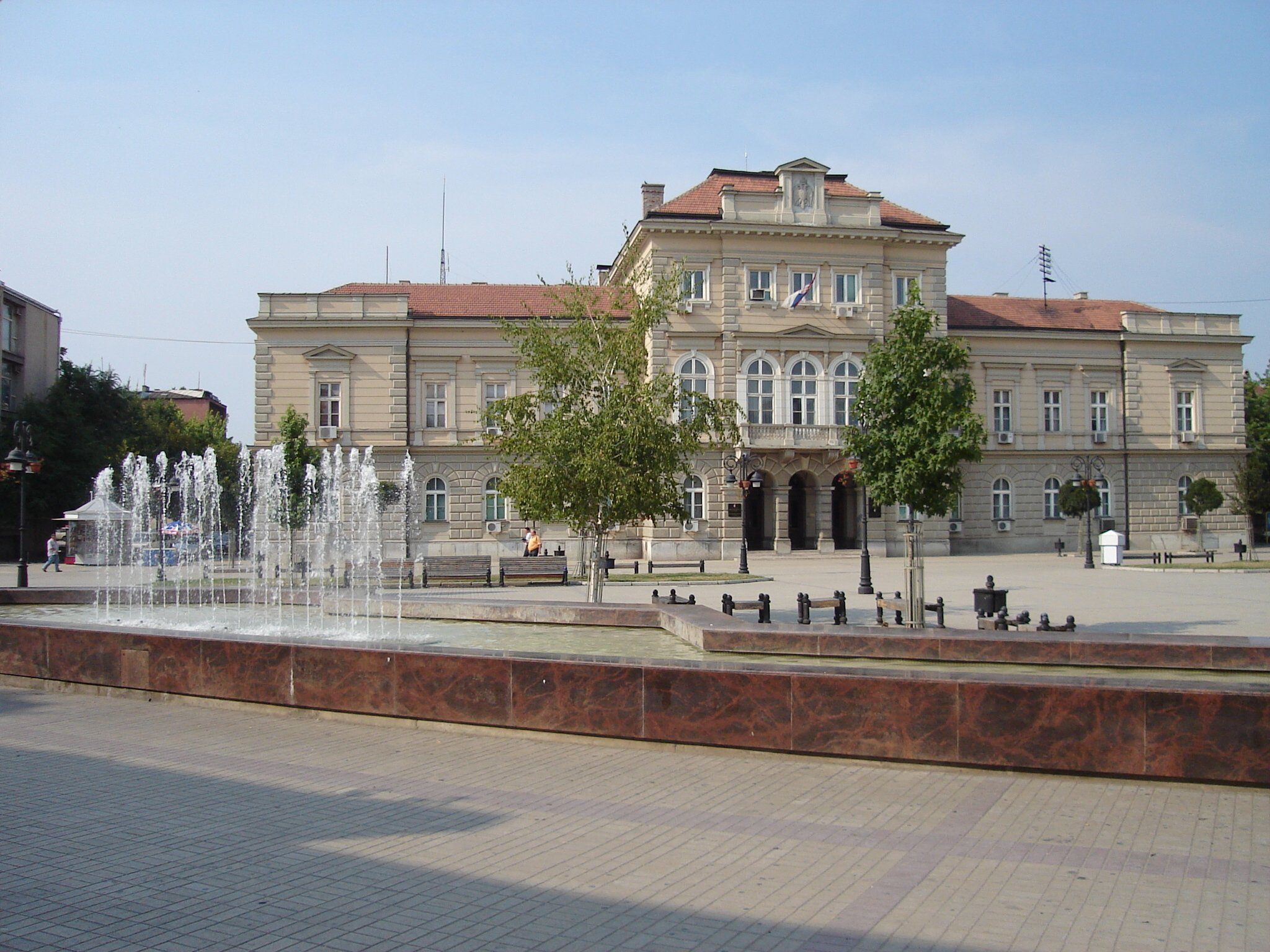
Le bâtiment du Tribunal de district à Smederevo